# Dominique Baudis
Dominique Baudis (París, 14 de abril de 1947 - ibidem, 10 de abril de 2014) fue un periodista, escritor y político francés. Fue conocido por ser alcalde de Toulouse de 1983 a 2001. Luego le eligieron Presidente del Consejo Superior del Audiovisual de Francia, de 2001 a 2007. Era Presidente del Instituto del Mundo Árabe (desde febrero de 2007) y diputado europeo francés (desde julio de 2009), formó parte del Partido Popular Europeo. De tendencia demócrata cristiana, era miembro de la Unión por un Movimiento Popular.

## Periodista
En 1971, se va a Líbano para trabajar de periodista de radio y de televisión en Beirut hasta el comienzo de la guerra civil libanesa en 1973. A continuación se hace corresponsal del entonces canal público francés TF1 en Oriente Próximo. Vuelve a Francia en el año 1978, y empieza a presentar las Telenoticias de ese mismo canal. De 1980 a 1982, será el presentador de la cadena FR3.

## Político
En 1983 decide presentarse a las elecciones municipales de la ciudad de Toulouse, capital de la región Midi-Pyrénées. Gana las elecciones y se quedará en el puesto de Alcalde de Toulouse hasta 2001. Sucede a su padre, Pierre Baudis, que había ganado la Alcaldía en 1971. Alcalde de tendencia demócrata cristiana, es conocido por su gestión la ciudad: inversiones públicas, grandes obras, llegada de empresas multinacionales, y una deuda “cero” (el presupuesto municipal ha sido siempre positivo). Fue precursor al desarrollar unas relaciones privilegiadas con ciudades españolas (creación de la C6).
Sus distintos mandatos políticos han sido: diputado a la Asamblea Nacional de Francia en 1986, 1988, 1993 y 1997, primer Presidente electo de la Región Midi-Pyrénées de 1986 a 1988, diputado europeo francés en 1984, 1994 y 2009.

## Funcionario público

### El Consejo Superior del Audiovisual
En 2001, decide abandonar todos sus cargos políticos para dedicarse a la nueva misión que le confió el presidente Jacques Chirac. Dedicó su mandato a dos misiones de igual importancia: en primer lugar implementó la Televisión Digital Terrestre, (llamada Televisión Numérica Terrestre en Francia), y en segundo lugar luchó contra la proliferación de la pornografía en la TV por la protección de los menores de edad.

### El Instituto del Mundo Árabe
En febrero de 2007, después de haber cumplido con reconocimiento su misión en le CSA francés, entra como Presidente al Instituto del Mundo Árabe con sede París. Sus dos misiones fundamentales han sido restablecer las finanzas de la Institución y participar en el diálogo intercultural entre Oriente y Occidente.

## De vuelta a la Diputación Europea
En enero de 2009 fue nombrado para encabezar la lista de la UMP para la circunscripción del Sur-Oeste de Francia. El 7 de junio de 2009, las listas de la Mayoría Presidencial (UMP y los partidos socios del Presidente Nicolas Sarkozy) en Francia han alcanzado las elecciones europeas. En el Sur-Oeste, obtuvieron un 26,89% de los votos. Así superan el Partido Socialista en Regiones enraizadas en la izquierda. En Toulouse y su aglomeración Dominique Baudis pasó la barra simbólica del 30%.
Apasionado e involucrado por sus funciones en el tema de la Unión por el Mediterráneo, fue elegido vicepresidente de la Comisión de Asuntos Exteriores del Parlamento Europeo (Comisión AFET) el 16 de julio de 2009, dos días después de tomar sus funciones de Eurodiputado. Desde el 10 de noviembre de 2009 era "rapporteur" del Acuerdo de Asociación con Siria.

## Fallecimiento
Dominique Baudis, "El Defensor del Pueblo" llamado así por el Expresidente Nicolás Sarkozy en 2011, falleció en París el 10 de abril de 2014, a los 66 años.